# J.D. Walsh
John Douglas Walsh, född 24 december 1974 i Madison, Wisconsin, är en amerikansk skådespelare. Han är känd för rollen som Gordon i 2 1/2 män. Han har även haft roller i bland annat Bones, CSI: Crime Scene Investigation och Dharma & Greg.